# Умершие в октябре 1996 года
Это список известных людей, соответствующих установленным критериям значимости (см. Википедия:Критерии значимости персоналий), умерших в октябре 1996 года.
Причина смерти указывается лишь в исключительных случаях (убийство, самоубийство, гибель в результате военных действий, смертная казнь, ДТП или несчастные случаи). В остальных случаях — не указывается.
- 1 октября — Имантс Драйска — латвийский, ранее советский, шахматный композитор.
- 2 октября — Пётр Егоров (83) — советский военный лётчик-ас истребительной авиации, командир истребительных авиационных полков в годы Великой Отечественной войны, полковник. Герой Российской Федерации (1995).
- 3 октября — Геннадий Барышников (82) — Герой Социалистического Труда
- 3 октября — Ильяс Эфендиев (82) — азербайджанский советский писатель.
- 4 октября — Масаки Кобаяси (80) — японский кинорежиссёр и сценарист.
- 4 октября — Сильвио Пиола (83) — итальянский футболист, чемпион мира.
- 6 октября — Владимир Ерохин (66) — советский футболист, защитник, тренер. Мастер спорта.
- 7 октября — Михаил Колосов (81) — участник Великой Отечественной войны, Герой Советского Союза.
- 7 октября — Евгений Кулов (67) — советский государственный деятель.
- 7 октября — Израиль Меттер (87) — российский и советский писатель, сценарист.
- 7 октября — Сергей Токарев (90) — участник Великой Отечественной войны, Герой Советского Союза.
- 8 октября — Константин Назаров (73) — участник Великой Отечественной войны, Герой Советского Союза.
- 8 октября — Валентин Шалимов (65) — видный советский экономист.
- 9 октября — Василий Чернявский (73) — участник Великой Отечественной войны, Герой Советского Союза.
- 12 октября — Алисова, Нина Ульяновна (77) — советская актриса театра и кино,заслуженная артистка РСФСР.
- 12 октября — Постников, Герман Дмитриевич (83) — советский театральный актёр.
- 12 октября — Рене Лакост (92) — французский теннисист, 7-кратный победитель турниров Большого Шлема, бизнесмен, основатель марки одежды Lacoste.
- 12 октября — Холтен, Рендл Макнилаг (74) — австралийский футболист и политический деятель.
- 13 октября — Александр Кожухов (31) — советский узбекский футболист.
- 13 октября — Владимир Шнитников (83) — советский архитектор. Заслуженный архитектор Латвийской ССР.
- 14 октября — Владимир Щагин (79) — советский волейболист и футболист, тренер по волейболу. Двукратный чемпион мира и Европы, заслуженный мастер спорта по волейболу.
- 16 октября — Калдыбай Бектаев (75) — казахский ученый, математик и лингвист.
- 17 октября — Александр Ланге (74) — советский акаролог.
- 18 октября — Кирилл Гулеватый (84) — участник Великой Отечественной войны, Герой Советского Союза.
- 18 октября — Владимир Мостовой (77) — участник Великой Отечественной войны, Герой Советского Союза.
- 18 октября — Симон Соловейчик (66) — российский публицист, педагог и философ.
- 19 октября — Александр Бражников (76) — подполковник Советской Армии, участник Великой Отечественной войны, Герой Советского Союза.
- 20 октября — Юрий Непринцев (87) — русский советский живописец, график, педагог.
- 22 октября — Василий Кизь (74) — майор Советской Армии, участник Великой Отечественной войны, Герой Советского Союза.
- 22 октября — Сергей Рытов (88) — советский учёный, специалист в области радиофизики.
- 22 октября — Елена Скрябина (90) — мемуаристка, профессор русской литературы.
- 24 октября — Артур Аксман (83) — политик нацистской Германии, руководитель немецкой молодёжной организации гитлерюгенд, рейхсляйтер.
- 24 октября — Афанасий Лукин (77) — участник Великой Отечественной войны, Герой Советского Союза.
- 25 октября — Дмитрий Смирнов (81) — участник Великой Отечественной войны, Герой Советского Союза.
- 25 октября — Павел Шимолин (73) — советский рабочий-токарь, Герой Социалистического Труда.
- 26 октября — Виктор Баранов (90) — участник Великой Отечественной войны, Герой Советского Союза.
- 29 октября — Эуген Капп (88) — эстонский советский композитор, педагог.
- 30 октября — Евгений Гласко (81) — участник Великой Отечественной войны, Герой Советского Союза.
- 31 октября — Василий Задков (89) — участник Великой Отечественной войны, Герой Советского Союза.
- 31 октября — Марсель Карне (90) — французский кинорежиссёр.
- 31 октября — Виктор Туров (60) — советский и белорусский кинорежиссёр и сценарист. Народный артист СССР.